# SV Wehen Wiesbaden
SV Wehen Wiesbaden – niemiecki klub piłkarski z siedzibą w Wiesbaden, założony 1 stycznia 1926.

## Historia
Klub utworzono 1 stycznia 1926 jako SV Wehen – Taunusstein. W 1933 został on rozwiązany przez nazistowski rząd III Rzeszy i do 1939 drużyna rozgrywała tylko okazjonalne mecze towarzyskie. Sytuacja ustabilizowała się dopiero po zakończeniu II wojny światowej. SV Wehen Wiesbaden nigdy nie wywalczyło awansu do najwyższej klasy rozgrywek w kraju.
W latach 1927–2007 klub występował na Stadion am Halberg, zaś od 11 października 2007 swe domowe mecze rozgrywa na nowo wybudowanej Brita-Arenie.

## Reprezentanci kraju w klubie
- Milad Salem
- Alvaro Zalla
- Artur Maxhuni
- Adrian Dashi
- José Pierre Vunguidica
- Stefan Lexa
- Saïdou Panandétiguiri
- Xie Hui
- Orlando Smeekes
- Vlado Jeknić
- Slobodan Lakicević
- Addy-Waku Menga
- Lewan Ckitiszwili
- Nikolas Ledgerwood
- Mohamadou Idrissou
- Francis Kioyo
- Timo Uster
- Bakary Diakité
- Abdelaziz Ahanfouf
- Emmanuel Izuagha
- Maximilian Nicu
- Jovan Damjanović
- Milan Ivana
- Rajko Tavčar
- Aleš Kokot
- Jeff Agoos
- Jacques Goumai
- Derek Phillips